# Морская стратегия
Морская стратегия, Искусство флотоводца — это планирование и ведение войны на море, военно-морской эквивалент стратегии (Искусству полководца).
Понятие «стратегия» произошло от понятия стратег (др.-греч. στρατηγός «воевода, военачальник, полководец»; от στρατός «войско» + ἄγω «вести, веду») — главнокомандующего войском древнегреческих городов-государств, так и появилось «Искусство полководца» — наука о ведении войны, одна из областей военного искусства, высшее его проявление, которое охватывает вопросы теории и практики подготовки к войне, её планирование и ведение, исследует закономерности войны. В русском военном деле с отделением флотских наук в отдел военной науки — Военно-морская наука, возник и предмет Морская стратегия как часть Военно-морского искусства. В англо-саксонском, германо-романском военном деле эти процессы происходили иначе, и могли отличаться, отсюда и различия в морских стратегиях. Морская стратегия и связанная с ней концепция морской стратегии касаются общей стратегии достижения победы в мировом океане (на море), включая планирование и проведение кампаний, движение и расположение военно-морских сил, с помощью которых командир обеспечивает преимущество боя в удобном для себя месте и обман врага. Военно-морская тактика связана с выполнением планов и маневрированием кораблей или флотов в бою.

## Принципы
Основные цели флота в войне должны состоять из недопущения атаки побережья своей собственной страны, обеспечения морской торговли, и уничтожения флота противника или удерживание его в портах. Первая и вторая из этих целей могут быть достигнуты путём успешного достижения третьей — уничтожения или паралича вражеского флота. Говорят, что флот, который обеспечивает свободу своих коммуникаций от нападения, владеет морем.
Военно-морская стратегия принципиально отличается от стратегии на суше. В море нет территории, которую можно было бы занять. Помимо рыболовства и, в последнее время, морских нефтяных месторождений, нет никаких экономических активов, в которых можно было бы отказать противнику, и никаких ресурсов, которые флот мог бы использовать. В то время как армия может жить за счёт земли, флот должен полагаться на любые припасы, которые он несёт с собой или которые могут быть доставлен к нему.

## История

### Торрингтон иFleet in being
Британский адмирал граф Торрингтон предположительно создал выражение «Fleet in being». Столкнувшись с явно превосходящим французским флотом летом 1690 года во время войны Великого союза, Торрингтон предложил избегать сражения, за исключением очень благоприятных условий, до прибытия подкреплений. Поддерживая свой флот в бытии, он предлагал препятствовать французам получения господства на море, которое позволило бы им вторгнуться в Англию. Хотя Торрингтон был вынужден сражаться в битве при Бичи-Хеде (июнь 1690 года), французская победа дала Парижу контроль над Ла-Маншем всего на несколько недель.

### Появлениеguerre de course
К середине 1690-х годов каперы из французских портов в Атлантике, особенно из Сен-Мало и Дюнкерка, представляли серьезную угрозу англо-голландской торговле. Угроза заставила английское правительство отвлечь корабли для защиты торговли в качестве конвоев сопровождения и крейсеров для охоты за каперами. Во Франции успех каперов в борьбе с англо-голландской войной стимулировал постепенный переход от использования королевских военных кораблей в качестве боевого флота (guerre d’escadre) к поддержке войны с торговлей (guerre de course). Союзные конвои представляли собой большие цели для крейсерской войны. Самым драматическим результатом этого сдвига стало нападение графа де Турвиль на конвой союзников в Смирне 17 июня 1693 года.
Недостаток guerre de course, когда он используется как стратегия боевого флота, а не только небольшими судами, заключается в том, что он оставляет торговлю страны беззащитной. Отдельные рейдовые эскадрильи также уязвимы для стратегии «разделяй и властвуй», если противник отправит в погоню более крупные эскадры, как это случилось с Лейсегом в битве при Сан-Доминго в 1806 году и Фон Шпее в битве за Фолклендские острова в 1914 году.

### Хоук, Сент-Винсент и тесная блокада
До конца 17-го века считалось невозможным или, по крайней мере, очень опрометчивым держать большие корабли вне порта в период с сентября по май или июнь. Поэтому непрерывное наблюдение за противником, блокада его портов, было не под силу никакому флоту. Следовательно, поскольку вражеский флот мог оказаться в море до того, как его удалось остановить, движения флотов были в значительной степени подчинены необходимости обеспечения конвоя для торговли.
Только в середине 18 века стала возможна непрерывная блокада, впервые осуществленная сэром Эдвардом Хоуком в 1758-59, а затем доведенная до совершенства графом Сент-Винсентом и другими британскими адмиралами между 1793 и 1815 годами.

## Развитие
Только в самом конце XIX века теории военно-морской стратегии были впервые систематизированы, хотя британские государственные деятели и адмиралы практиковали ее на протяжении столетий.

### Влияние Махана
Капитан, позже контр-адмирал, Альфред Тайер Махан (1840—1914) был американским военно-морским офицером и историком .
Под влиянием принципов ведения войны Жомини, он утверждал, что в ближайшие войны контроль моря даст возможность контролировать торговлю и ресурсы, необходимые для ведения войны. Предпосылка Мэхэна заключалась в том, что решающим фактором в исходе противостояния между Францией и Великобританией в 18 веке было господство на море через военно-морскую мощь и, следовательно, контроль над морской торговлей был вторичным по сравнению с господством на войне. По мнению Махана, страна получила «господство на море», сосредоточив свои военно-морские силы в решающей точке, чтобы уничтожить или овладеть боевым флотом противника; затем последовала блокада вражеских портов и нарушение морских коммуникаций противника. Махан считал, что истинной целью морской войны всегда был вражеский флот.
Труды Махана оказали большое влияние. Его самые известные книги «Влияние морской мощи на историю», 1660—1783 гг. И «Влияние морской мощи на Французскую революцию и империю 1793—1812 годов» были опубликованы в 1890 и 1892 годах соответственно, и его теории способствовали развитию военно-морского вооружения. гонка между 1898 и 1914 годами.
Теодор Рузвельт, сам опытный историк военно-морской истории войны 1812 года, внимательно следил за идеями Махана. Он включил их в военно-морскую стратегию США, когда служил помощником министра флота в 1897—1898 гг. Будучи президентом в 1901—1909 годах, Рузвельт поставил перед собой задачу создания первоклассного боевого флота, отправив свой «белый флот» по всему миру в 1908—1909 годах, чтобы убедиться, что все военно-морские державы понимают, что Соединенные Штаты теперь являются крупным игроком. . Строительство Панамского канала было задумано не только для открытия тихоокеанской торговли с городами Восточного побережья, но и для того, чтобы новый военно-морской флот мог перемещаться по всему миру.

### Братья Коломбы
В Великобритании капитан Джон Х. Коломб (1838—1909) в серии статей и лекций утверждал, что флот был наиболее важным компонентом имперской обороны; его брат, адмирал Филлип Коломб (1831—1899), в своей книге «Морская война» (1891) стремился установить на основе истории общие правила, применимые к современной морской войне. Но их сочинения не достигли ничего подобного славе, достигнутой Маханом.

### Принципы Корбетта
Сэр Джулиан Корбетт (1854—1922) был британским военно-морским историком, читавшим лекции в Королевском военно-морском колледже в Великобритании.
Корбетт отличался от Махана тем, что уделял гораздо меньше внимания битве флота. Корбетт подчеркивал взаимозависимость войны на море и на суше и имел тенденцию концентрироваться на важности морского сообщения, а не сражения. Морское сражение не было самоцелью; Основная цель флота состояла в том, чтобы обезопасить свои собственные коммуникации и разрушить коммуникации противника, не обязательно искать и уничтожать флот противника. Для Корбетта господство на море было относительным, а не абсолютным, которое можно было разделить на общее или местное, временное или постоянное. Корбетт определил два основных метода получения контроля над линиями связи как фактическое физическое уничтожение или захват вражеских военных кораблей и торговцев и / или военно-морскую блокаду .
Его самая известная работа «Некоторые принципы морской стратегии» остается классикой.

## Влияние мировых войн
Первая и Вторая мировые войны оказали большое влияние на военно-морские стратегии благодаря новым технологиям. Создание новых видов кораблей, таких как подводные лодки, переход флотов на использование жидкого топлива, появление радара и радио позволили флотам быстрее перемещаться, знать положение противника и обмениваться информацией — то есть в целом действовать более эффективно. В результате это позволило осуществлять новые стратегии, такие как ведение неограниченной войны.

### Замена топлива с угля на нефть
Перед началом Первой мировой войны многие военные корабли работали на угле и ручной силе. Это было очень неэффективно, но в то время это был единственный способ привести в действие эти корабли. Половина экипажа на этих кораблях занималась работой с углём. Было подмечено, что нефть была эффективной там, где количество людей, необходимых для работы на ней, было далеко не таким большим. Новое использование нефти принесло огромное преимущество военным кораблям. Благодаря нефти корабли смогли развивать скорость до 17 узлов. Это кардинально отличалось от 7-узловых судов, которые раньше шли с использованием угля. Уголь также занимал больше места на кораблях. Нефть можно хранить в нескольких резервуарах, где все они обходятся в одном месте для использования, в отличие от угля, который хранился на корабле, в нескольких отсеках и имел несколько котельных. Нефть оказалась более эффективной.

### Первая Мировая Война
В преддверии Первой мировой войны в Европе шла гонка морских вооружений. В этой гонке, которая представила множество инноваций флотам по всей Европе, в 1906 году британцы представили революционный новый военный корабль под названием HMS Dreadnought с паровой турбиной. Этот корабль развивал скорость 21 узел, одну из самых быстрых в то время; корабль также имел новое вооружение, превосходившее всё, что было у флотов других стран в то время. Так гонка вооружений изменилась: вопросом стало то, какая нация сможет построить больше таких новых кораблей. Благодаря этим новым хорошо вооруженным кораблям у союзников было больше возможностей для блокады на различных театрах военных действий.

#### Военное дело
Подводные лодки, появившиеся в Первой мировой, стали причиной появления нового оружия и новых тактик. Германский флот того времени, созданный Тирпицем, по некоторым оценкам, являлся наиболее совершенным. Флот состоял из U-boat, и меньших по размерам лодок UB и UC.

#### Технологическое влияние в Первой мировой войне
Радио впервые было использовано на флоте во время Первой мировой войны . В то время радио все еще находилось в начальной стадии использования, поэтому было трудно разобрать звуковые сообщения; вместо этого военно-морские силы использовали азбуку Морзе для передачи сообщений между другими военно-морскими кораблями и военно-морскими базами. Обладая этой технологией, военно-морские базы могли общаться при получении разведданных без использования физического мессенджера.

### Вторая мировая война

#### Подводная война

##### Неограниченная война во Второй мировой войне
Во время Второй мировой войны многие различные военно-морские силы начали использовать стратегию неограниченной войны . Первым случаем была битва за Атлантику, которая велась между немцами, итальянцами и союзниками, а последним случаем была война на Тихом океане, когда США нацелились на Японию.

#### Технологическое влияние во Второй мировой войне
Перед началом Второй мировой войны военные столкнулись с новой технологией, названной радаром . Радар использовался военно-морскими силами (особенно США и Великобритании) для обнаружения самолетов и кораблей, которые заходили в прибрежную зону страны, и обнаружения объектов, проходивших мимо их военно-морских судов. Военно-морские силы могли использовать радар для планирования стратегии, чтобы знать, где находятся вражеские корабли, прежде чем планировать атаки, а также знать, когда враги собираются атаковать их суда.
Радио также было жизненно важной частью передачи сообщений во время Второй мировой войны, как и во время Первой но главное отличие заключалось в том, что больше военно-морских сил имели доступ к технологии радио, и что военные использовали радио, чтобы сообщить, как идет война. собирался широкой публике.

## Современность
Все чаще военно-морская стратегия объединяется с общей стратегией, предполагающей наземную и воздушную войну.
Военно-морская стратегия постоянно развивается по мере появления улучшенных технологий. Например, во время холодной войны советский флот перешел от стратегии прямой борьбы с НАТО за контроль над голубыми водами океана к сосредоточенной защите бастионов Баренцева и Охотского морей .
В 2007 году ВМС США вместе с Корпусом морской пехоты и береговой охраной США приняли новую морскую стратегию под названием «Стратегия сотрудничества для морской мощи 21 века», которая подняла понятие предотвращения войны до того же философского уровня, что и ведение войны. Стратегия была представлена начальником военно-морских операций, комендантом морской пехоты и комендантом береговой охраны на Международном симпозиуме по морской силе в Ньюпорте, Род-Айленд . В стратегии признаются экономические связи глобальной системы и то, как любые нарушения, вызванные региональными кризисами — искусственными или естественными — могут отрицательно повлиять на экономику и качество жизни США. Эта новая стратегия наметила курс для трех морских служб США по совместной работе друг с другом и международными партнерами для предотвращения возникновения этих кризисов или быстрого реагирования в случае их возникновения, чтобы избежать негативного воздействия на Соединенные Штаты. Иногда военная сила используется как превентивная мера, чтобы избежать войны, а не вызвать ее.
В СССР и Российской Федерации в разработку идей морской стратегии большую роль внесли Н. Л. Кладо, Б. Б. Жерве, но возобладала точка зрения, что морская стратегия как самостоятельная наука не существует и является лишь составной частью военной стратегии.